# Cadre-45/2-Europameisterschaft 1935

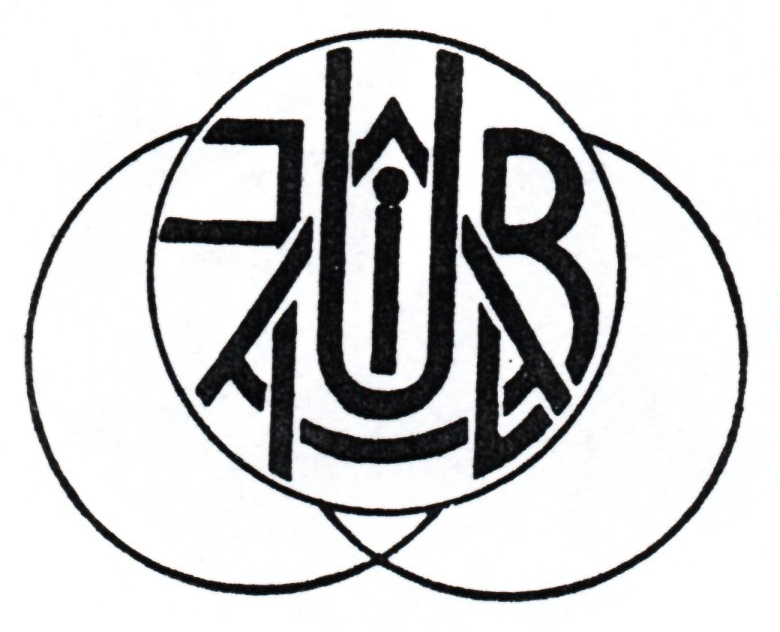
Logo UIFAB (ausrichtender Verband)

Veranstaltungsort: Den Haag

Die Cadre-45/2-Europameisterschaft 1935 war das 10. Turnier in dieser Disziplin des Karambolagebillards und fand vom 10. bis zum 14. Januar 1935 in Den Haag statt. Es war die letzte Cadre-45/2-Europameisterschaft vor dem Zweiten Weltkrieg. Von den bisher zehn gespielten Cadre 45/2-Europameisterschaften fanden neun in den Niederlanden statt. Den Haag ist mit sechs Ausrichtungen Rekordhalter.

## Geschichte
Seinen ersten Titel auf europäischer Ebene konnte sich René Gabriëls aus Belgien in Den Haag sichern. Die Zweit- und Drittplatzierten Jean Albert und Jan Sweering holten auch ihre ersten Medaillen im Cadre 45/2. Sein Debüt in dieser Disziplin die Karambolagesports auf internationaler Ebene gab der Wiener Ernst Reicher.

## Turniermodus
Hier wurde im Round Robin System bis 400 Punkte gespielt. Erstmals wurde mit Nachstoß gespielt. Damit waren Unentschieden möglich.
Bei MP-Gleichstand (außer bei Punktgleichstand beim Sieger) wird in folgender Reihenfolge gewertet:
1. MP = Matchpunkte
2. GD = Generaldurchschnitt
3. HS = Höchstserie

## Abschlusstabelle

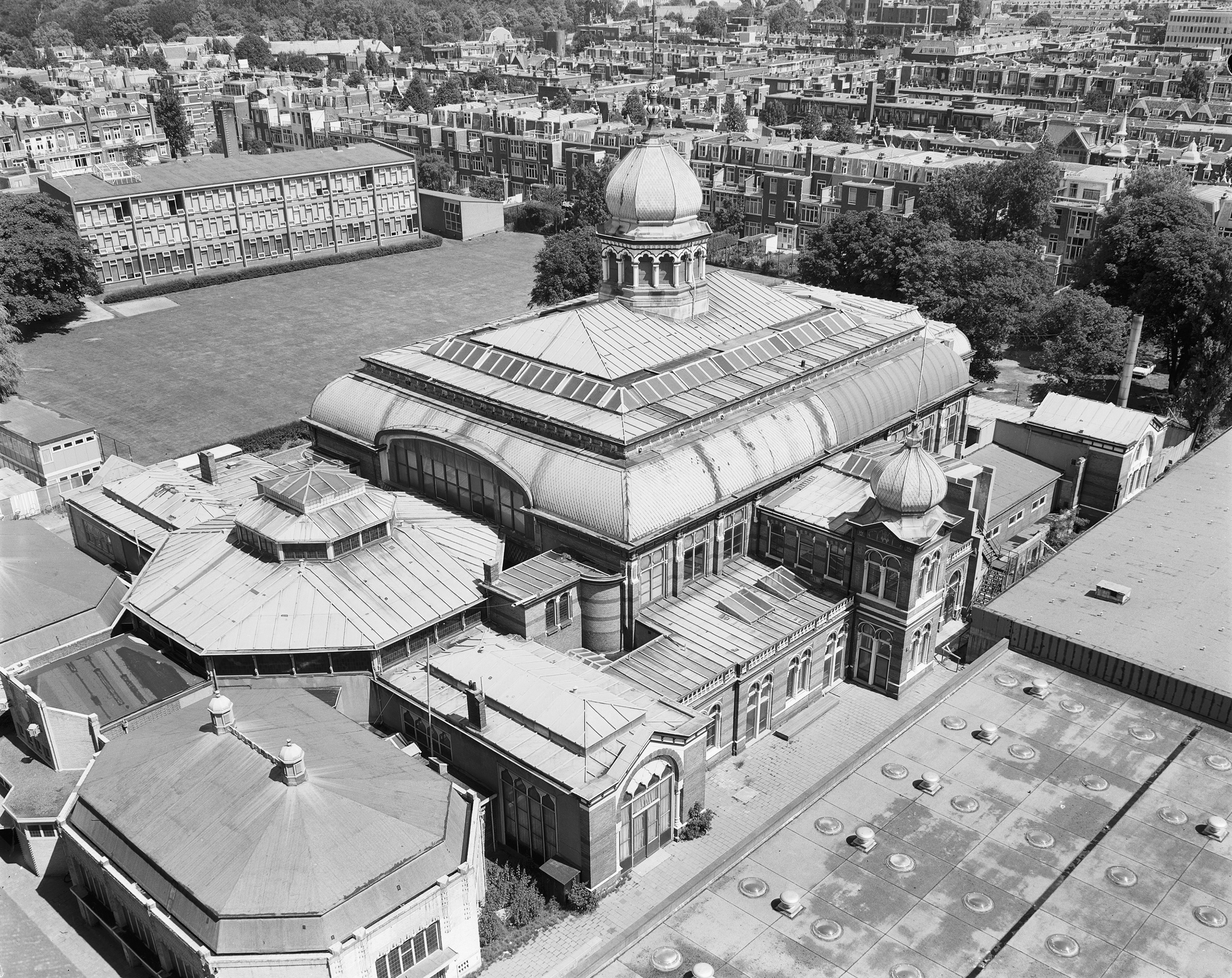
Dieretuin in Den Haag (1863–1943)

| MP    | Match Points (Sieger = 2; Unentschieden = 1; Verlierer = 0) |
| Pkte. | Erzielte Karambolagen                                       |
| Aufn. | Benötigte Versuche                                          |
| GD    | Generaldurchschnitt                                         |
| BED   | Bester Einzeldurchschnitt eines Spielers                    |
| HS    | Höchstserie                                                 |
|       | Bester GD des Turniers                                      |
|       | Bester ED des Turniers                                      |
|       | Beste HS des Turniers                                       |
|       | 1. Platz (Gold)                                             |
|       | 2. Platz (Silber)                                           |
|       | 3. Platz (Bronze)                                           |

| Platz                      | Name          | MP   | Pkte. | Aufn. | GD    | BED   | HS  |
| -------------------------- | ------------- | ---- | ----- | ----- | ----- | ----- | --- |
| 1                          | René Gabriëls | 14:2 | 2940  | 97    | 30,30 | 80,00 | 247 |
| 2                          | Jean Albert   | 12:4 | 3113  | 124   | 25,10 | 40,00 | 259 |
| 3                          | Jan Sweering  | 11:5 | 2912  | 150   | 19,41 | 26,66 | 116 |
| 4                          | Théo Moons    | 10:6 | 2825  | 153   | 18,46 | 25,00 | 151 |
| 5                          | Piet de Leeuw | 7:9  | 2506  | 140   | 17,90 | 22,22 | 175 |
| 6                          | Ernst Reicher | 6:10 | 2384  | 156   | 15,28 | 20,00 | 118 |
| 7                          | Constant Côte | 6:10 | 2525  | 168   | 15,02 | 21,05 | 141 |
| 8                          | Jan Dommering | 6:10 | 2631  | 182   | 14,45 | 22,22 | 128 |
| 9                          | Juan Cabra    | 0:16 | 1596  | 158   | 10,10 | –     | 124 |
| Turnierdurchschnitt: 17,64 |               |      |       |       |       |       |     |